# Ортакёй (Аксарай)
Ортакёй (тур. Ortaköy) — город и район в центральной части Турции, на территории провинции Аксарай.

## Географическое положение

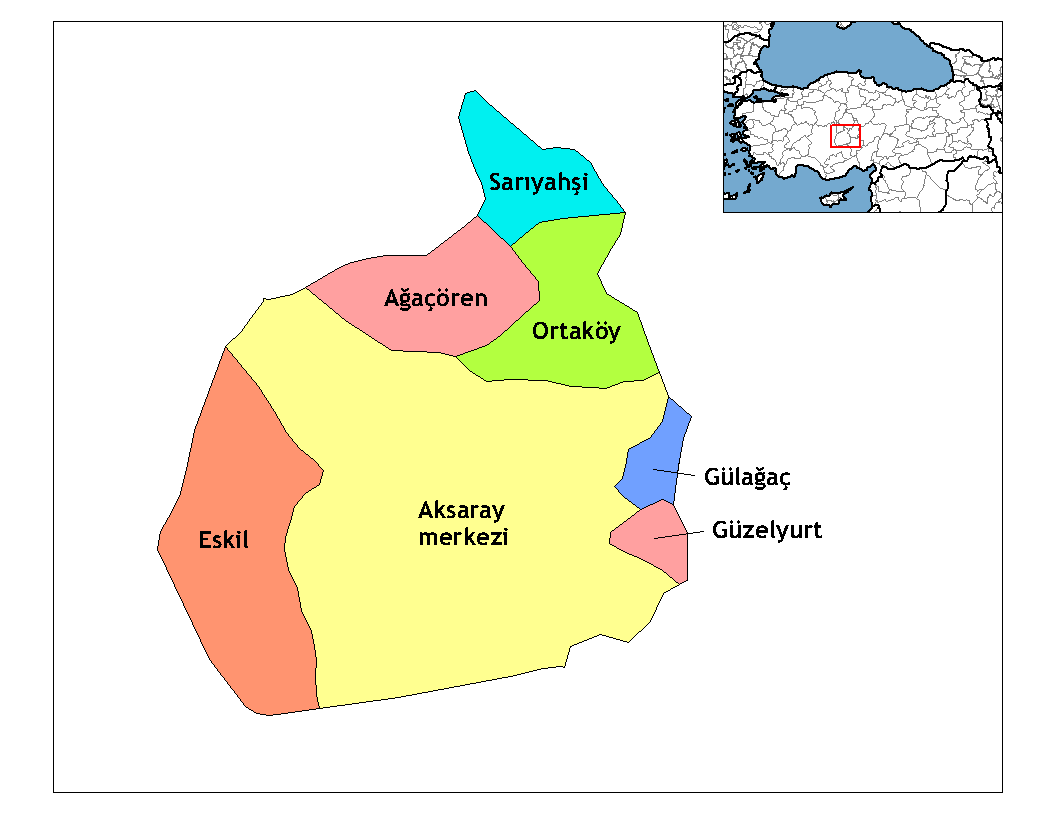
Район Ортакёй на административной карте ила Аксарай

Город расположен в северной части ила, на расстоянии приблизительно 35 километров к северо-северо-востоку (NNE) от города Аксарай, административного центра провинции, на высоте 1242 метров над уровнем моря.

Площадь района составляет 752 км².

## Население
По данным Института статистики Турции, численность населения Ортакёя в 2012 году составляла 18 384 человек, из которых мужчины составляли 49,5 %, женщины — соответственно 50,5 %.
Динамика численности населения города по годам:
| 1990   | 1997   | 2000   | 2007   | 2012   |
| ------ | ------ | ------ | ------ | ------ |
| 19 612 | 30 411 | 26 961 | 18 628 | 18 384 |

## Транспорт
Ближайший аэропорт расположен в городе Невшехир.